# つくば市立秀峰筑波義務教育学校
つくば市立秀峰筑波義務教育学校（つくばしりつしゅうほうつくばぎむきょういくがっこう）は、茨城県つくば市北条にある、公立の義務教育学校。

## 概要
つくば市では市内全域で小中一貫教育を実施しており、2018年（平成30年）5月現在、つくば市に4校設置されている義務教育学校の一つである。
2018年3月まで「つくば紫峰学園」・「つくば百合ケ丘学園」として小中一貫教育を行っていた7小学校と2中学校を統合して、つくば市役所筑波庁舎の跡地に新設した。当初は2017年（平成29年）4月に筑波・田井・北条・小田の4小学校と筑波東中学校を統合して先行開校し、1年後にさらに4校を統合する予定であったが、校舎の建設工事が遅れたため、1年延期され、9校を同時統合して2018年（平成30年）4月1日に開校した。なお延期決定時に校名も再検討するとされたが、「秀峰筑波義務教育学校」がそのまま採用された。
敷地面積は41,334.36 m2、校舎は鉄筋コンクリート構造3階建てで、延床面積は15,442.92 m2である。

## 沿革
- 2017年（平成29年）9月1日 - 筑波東中学校が、つくば市北条5073番地（秀峰筑波義務教育学校となる校舎）に移転[4]。
- 2018年（平成30年）
  - 4月1日 - 筑波小学校、田井小学校、北条小学校、小田小学校、作岡小学校、田水山小学校、菅間小学校、筑波東中学校、筑波西中学校が移行して新設。
  - 4月6日 - 第1回の始業式を挙行[2]。

## 教育の特色
教訓は「自主･友愛･協創」。
2012年（平成24年）5月6日に北条を襲った竜巻を教訓に、防災教育を行っている。2018年（平成30年）4月20日には竜巻を想定した避難訓練を実施した。

## 学区
学区は以下の通りである。全校児童・生徒約1,100人のうち約700人は20台のスクールバスに分乗して通学しており、最も遠距離の児童・生徒は約30分かけてバス通学する。
田中、水守、山木、和台、上沢、田水山、沼田、国松、上大島、筑波、神郡、臼井、小沢、杉木、漆所、大貫、北条、君島、泉、小泉、山口、平沢、小田、北太田、小和田、大形、下大島、作谷、安食、寺具、明石、中菅間、上菅間、洞下、池田、高野原新田、磯部